# Niställingsnoret
Niställingsnoret är en sjö i Malung-Sälens kommun i Dalarna och ingår i Dalälvens huvudavrinningsområde. Sjön har en area på 0,237 kvadratkilometer och ligger 373 meter över havet. Sjön avvattnas av vattendraget Ällingån.

## Delavrinningsområde
Niställingsnoret ingår i det delavrinningsområde (673620-136881) som SMHI kallar för Utloppet av Niställingen. Medelhöjden är 423 meter över havet och ytan är 3,85 kvadratkilometer. Räknas de 9 avrinningsområdena uppströms in blir den ackumulerade arean 72,35 kvadratkilometer. Ällingån som avvattnar avrinningsområdet har biflödesordning 3, vilket innebär att vattnet flödar genom totalt 3 vattendrag innan det når havet efter 406 kilometer. Avrinningsområdet består mestadels av skog (62 procent) och sankmarker (27 procent). Avrinningsområdet har 0,23 kvadratkilometer vattenytor vilket ger det en sjöprocent på 5,9 procent.